# Sierra View
 (août 2025).
Sierra View est une census-designated place située dans le comté de Monroe, dans l’État de Pennsylvanie, aux États-Unis. Lors du recensement de 2020, elle compte 4 907 habitants.